# Ron Henry
Ronald Patrick Henry (Shoreditch, 2 giugno 1940 – Harpenden, 27 dicembre 2014) è stato un calciatore inglese, di ruolo difensore.

## Biografia
Iniziò a giocare come professionista nel Tottenham nel 1955, mentre in precedenza oltre a giocare nelle giovanili del club lavorava nella The Empire Rubber Company.
Anche suo nipote (figlio di suo figlio) Ronnie è stato un calciatore professionista, vestendo a sua volta la maglia del Tottenham a livello giovanile; anche John (figlio di suo fratello) ha vestito la maglia degli Spurs, nelle cui giovanili ha giocato nella stagione 1970-1971.

## Caratteristiche tecniche
Era un terzino sinistro, anche se ad inizio carriera giocava anche da difensore centrale.

## Carriera

### Club
Nei suoi primi anni al Tottenham era la riserva di Mel Hopkins, terzino sinistro titolare degli Spurs e della nazionale gallese: per questo motivo per diversi anni pur essendo in rosa nel club giocò un numero molto ridotto di partite (36 partite di campionato tra la stagione 1954-1955 e la stagione 1958-1959).
Nel 1959 Hopkins si ruppe il naso in una partita in nazionale, saltando quindi buona parte della stagione: per questo motivo, nella stagione 1959-1960 Henry guadagnò il posto da titolare, giocando in totale 25 partite di campionato. Grazie alle sue buone prestazioni mantenne poi il posto anche per le stagioni successive, compresa la stagione 1960-1961, nella quale il club vinse il double (campionato ed FA Cup): insieme a Danny Blanchflower, John Anderson White e Les Allen fu uno dei soli 4 giocatori ad aver giocato tutte le partite di quella stagione. Continuò a giocare negli Spurs fino al termine della stagione 1965-1966 e, ad eccezione di quest'ultima (nella quale a causa di un grave infortunio giocò solamente una partita di campionato e venne mandato spesso a giocare con i giovani nella squadra riserve), mantenne sempre il posto da titolare, saltando solamente una delle 188 partite ufficiali giocate dal club nell'arco di tutte queste stagioni ed arrivando ad un bilancio complessivo di 287 partite (247 in prima divisione, 23 in FA Cup e 17 nelle coppe europee) ed un gol, segnato in una vittoria casalinga contro il Manchester Utd nel febbraio del 1965.
Nel corso degli anni, oltre al double della stagione 1960-1961 ha inoltre vinto anche una seconda FA Cup, 2 Charity Shield ed una Coppa delle Coppe; è ancora oggi considerato uno dei migliori terzini sinistri ad aver mai vestito la maglia del Tottenham e, in generale, come una delle bandiere del club: anche dopo il ritiro infatti oltre ad allenare nelle giovanili continuò a giocare saltuariamente nella squadra riserve, e, per questo motivo, considerando tutte le competizioni, avendo giocato la sua prima partita nel Tottenham nel novembre del 1954 e l'ultima nel marzo del 1977, è il giocatore con la militanza più lunga nella storia del club.

### Nazionale
Ha giocato la sua prima (ed unica) partita con la nazionale inglese il 27 febbraio 1963, in una partita di qualificazione agli Europei persa per 5-2 sul campo della Francia.

### Allenatore
Ha allenato per molti anni nelle giovanili del Tottenham.

## Palmarès

### Giocatore

#### Competizioni nazionali
- Campionato inglese: 1

Tottenham: 1960-1961
- Coppa d'Inghilterra: 2

Tottenham: 1960-1961, 1961-1962
- Community Shield: 2

Tottenham: 1961, 1962

#### Competizioni internazionali
- Coppa delle Coppe: 1

Tottenham: 1962-1963